# Fosforibozilformilglicinamidinska sintaza
Fosforibozilformilglicinamidinska sintaza (EC 6.3.5.3, fosforibozilformilglicinamidinska sintetaza, formilglicinamid ribonukloetidna amidotransferaza, fosforibozilformilglicinamidina sintetaza, FGAM sintetaza, FGAR amidotransferaza, 5'-fosforibozilformilglicinamid:L-glutamin amido-ligaza (formira ADP), 2-N-formil-1-N-(5-fosfo--ribozil)glicinamid:-glutamin amido-ligaza (formira ADP)) je enzim sa sistematskim imenom N2-formil-1-(5-fosfo--ribozil)glicinamid:-glutamin amido-ligaza (formira ADP). Ovaj enzim katalizuje sledeću hemijsku reakciju
ATP + 2-formil-1-(5-fosfo--ribozil)glicinamid + L-glutamin + H2O {\displaystyle \rightleftharpoons } ADP + fosfat + 2-(formamido)-N1-(5-fosfo--ribozil)acetamidin + L-glutamat

## Literatura
- Nicholas C. Price; Lewis Stevens (1999). Fundamentals of Enzymology: The Cell and Molecular Biology of Catalytic Proteins (Third изд.). USA: Oxford University Press. ISBN 019850229X.
- Eric J. Toone (2006). Advances in Enzymology and Related Areas of Molecular Biology, Protein Evolution (Volume 75 изд.). Wiley-Interscience. ISBN 0471205036.
- Branden C; Tooze J. Introduction to Protein Structure. New York, NY: Garland Publishing. ISBN 0-8153-2305-0.
- Irwin H. Segel. Enzyme Kinetics: Behavior and Analysis of Rapid Equilibrium and Steady-State Enzyme Systems (Book 44 изд.). Wiley Classics Library. ISBN 0471303097.
- William P. Jencks (1987). Catalysis in Chemistry and Enzymology. Dover Publications. ISBN 0486654605.

## Spoljašnje veze
- Phosphoribosylformylglycinamidine+synthase на 